# Climacia chapini
Climacia chapini is een insect uit de familie sponsvliegen (Sisyridae), die tot de orde netvleugeligen (Neuroptera) behoort. 
Climacia chapini is voor het eerst wetenschappelijk beschreven door Parfin & Gurney in 1956.